# Хелг Кох
Хелг Кох (швед. Niels Fabian Helge von Koch; Стокхолм, 25. јануар 1870 — Стокхолм, 11. март 1924) био је шведски математичар.